# Bonaparte travessant els Alps
|  | No s'ha de confondre amb Napoleó travessant els Alps. |

Bonaparte travessant els Alps és una pintura a l'oli de 1848-1850 que retrata a Napoleó Bonaparte, realitzada per l'artista francès Paul Delaroche. La pintura mostra a Bonaparte muntat en una mula, guiant al seu exèrcit a través dels Alps,[n. 1] un viatge realitzat en la primavera de 1800, en el seu intent per sorprendre a les tropes austríaques a Itàlia.
L'obra es va inspirar en la sèrie de cinc pintures de Napoleó travessant els Alps (1801-1805) realitzades per Jacques-Louis David. Les obres de David també mostren el viatge de Napoleó pel pas del Coll del Gran Sant Bernat; no obstant això, existeixen importants diferències estilístiques entre ambdues concepcions. El Napoleó de Delaroche té fred i està alacaigut, mentre que el de David vas veure un uniforme prístino i és idealitzat com a heroi. Delaroche va rebre la comissió de pintar un retrat realista, estil que estava sorgint en aquesta època.
Malgrat que la pintura representava i era una de les pioneres d'aquest nou estil, l'obra va ser criticada per diverses autoritats en el tema. Els seus motius eren variats: des de la representació de l'escena, fins a la desaprovació general del mateix Delaroche. Molts dels quals adherien a aquesta última opinió sentien que Delaroche tractava de plasmar d'alguna manera el geni de Napoleó i que havia fallat en l'intent.

## Travessa dels Alps de Napoleó

### Context històric
Com a part de la seva campanya de 1798 durant les Guerres Revolucionàries Franceses, Napoleó va preparar la invasió i conquesta d'Egipte, el qual en aquesta època era una província de l'Imperi otomà. Una acció militar com aquesta prometia grans beneficis, com per exemple assegurar els interessos comercials de França i impedir l'accés dels britànics a l'Índia. Per al primer de juliol d'aquest mateix any, Napoleó havia desembarcat en la costa egípcia. No obstant això, després d'una perllongada cadena de conflictes que van resultar en enormes pèrdues, la campanya va acabar amb la victòria otomà-britànica i Napoleó va haver de tornar a França.
Quan va arribar, va trobar que en la seva absència, les forces austríaques havien tornat a prendre Itàlia. Per recuperar el seu avantatge, va planejar llançar un assalt sorprenent sobre l'exèrcit austríac destinat en la República Cisalpina. Basat en el cas que els austríacs mai esperarien que el gran exèrcit napoleònic fos capaç de travessar els Alps, va optar per prendre aquesta ruta, triant el pas més curt (el Coll del Gran Sant Bernat), que li permetria aconseguir la seva destinació tan veloçment com era possible.
El 15 de maig de 1800, Napoleó i el seu exèrcit de 40.000 homes —sense incloure l'artilleria de campanya i els vagons de càrrega— (35.000 d'artilleria lleugera i infanteria, i 5.000 de cavalleria) van començar l'ardu viatge per les muntanyes.[n. 2] Durant els cinc dies que va demorar l'encreuament del pas, l'exèrcit napoleònic va consumir gairebé 22.000 ampolles de vi, més d'una tona i mitjana de formatge i prop de 800 quilograms de carn.
Després de creuar els Alps, Napoleó va començar les operacions militars contra l'exèrcit austríac. Malgrat el començament poc auspiciós de la campanya, les forces austríaques van ser obligades a retrocedir fins a Marengo després de gairebé un mes. Allí va ser on el 14 de juny va tenir lloc una gran batalla que va acabar amb l'evacuació d'Itàlia per part dels austríacs. Encara que l'exèrcit de Napoleó va resultar victoriós, va ser qui va sofrir més baixes: aproximadament 1.100 enfront de les 960 dels austríacs.[n. 3]

### Delaroche
Els primers treballs de Delaroche havien estat basats en l'Antic Testament, però a poc a poc el seu interès va ser variant cap a escenes de la història anglesa i francesa. Ell «combinava la seva habilitat per als colors amb el seu interès en escenes detallades de la història.» Bonaparte travessant els Alps, que va ser pintada amb prou feines vuit anys abans de la mort de Delaroche, exemplifica aquest període en la seva carrera.
Deixant a un costat el seu encàrrec, Delaroche es va inspirar per crear Bonaparte travessant els Alps a causa que sentia que ell s'assemblava a Napoleó i que els seus assoliments eren comparables amb els d'aquest. És probable que la pintura de Delaroche sigui precisa històricament; els detalls com la vestimenta de Napoleó semblen haver estat investigats per l'artista en el seu esforç per conferir-li autenticitat.

## Obra

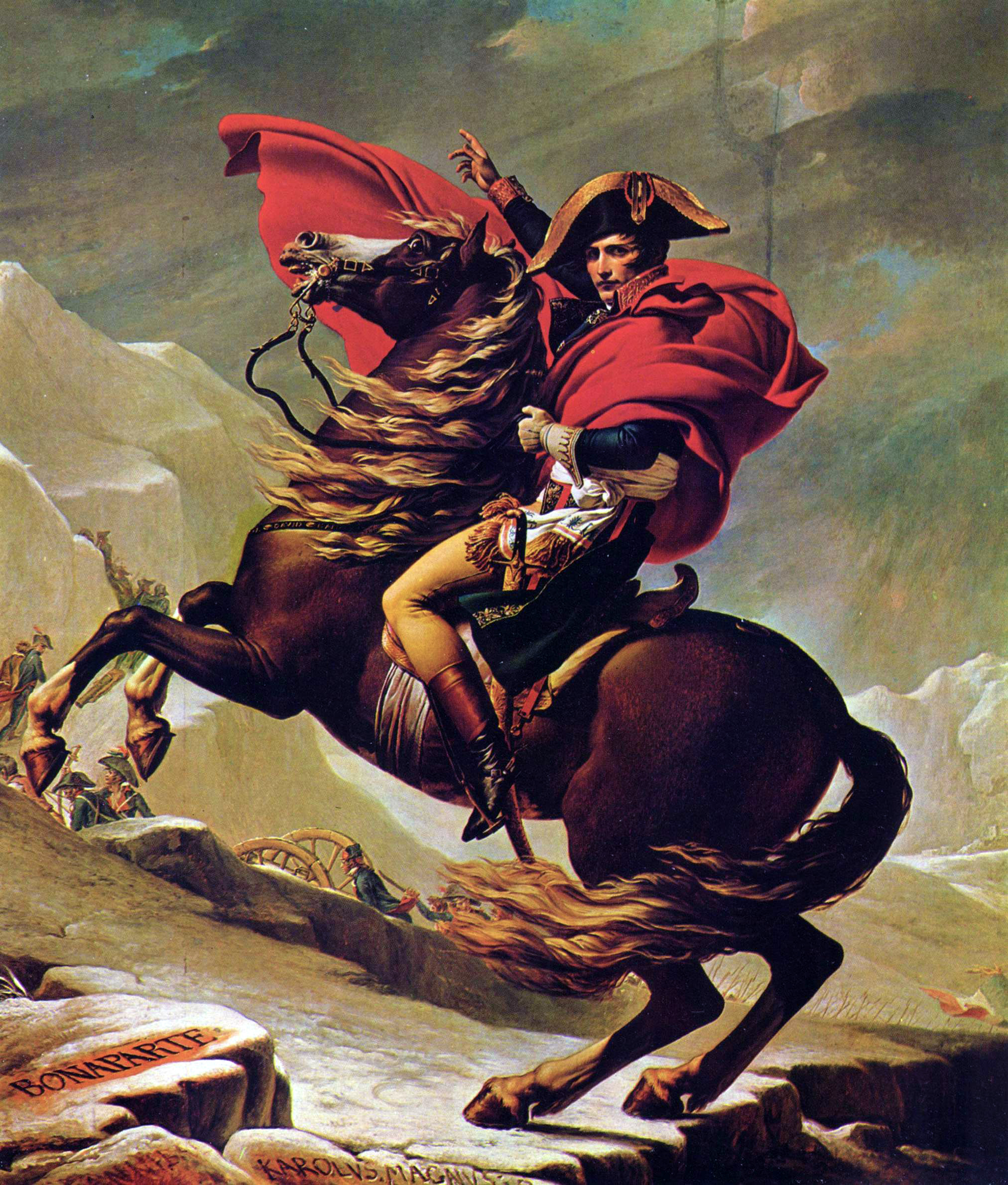
La versió de Jacques-Louis David de l'escena difereix enormement del pensament de Delaroche de Napoleó travessant els Alps (Château de Malmaison, Yvelines, França).

### Encàrrec de l'obra
Arthur George, Tercer Earl de Onslow, va encarregar la realització de la pintura després que ell i Delaroche van visitar el Louvre a París, on van veure la versió de David del famós esdeveniment. L'obra havia tornat a exposar-se feia poc temps, després d'una renovació de l'interès en Napoleó, gairebé 40 anys després del seu exili.[n. 4] George, qui posseïa una col·lecció considerable de parafernàlia napoleònica, opinava igual que Delaroche que la pintura no reflectia la realitat i li va encarregar la creació d'una representació més realista.

### Contrast amb la representació de David
El contrast entre la representació de Jacques-Louis David de la mateixa escena (de Napoleó travessant els Alps camino a Itàlia), que va ser un retrat afalagador sol·licitat pel rei d'Espanya[n. 5] para Napoleó (com a regal), i la representació de Delaroche en Bonaparte travessant els Alps és evident.
La primera i més important diferència es troba en Napoleó, en la seva vestimenta i en la seva talla. David mostra a Napoleó vestit amb un uniforme colorit i immaculat, acompanyat per una capa drapeada. D'altra banda, la versió de Delaroche presenta a Napoleó amb un abric gris bastant comú que té l'únic propòsit de mantenir allunyat el fred més que mostrar-ho com el símbol que va poder haver representat: el d'un cap militar poderós i galant, que és la impressió que un rep de la versió de David.
No obstant això, existeix una altra diferència significativa en el mateix Napoleó, en el seu estat mental. El Napoleó de David és exuberant, segur del seu lideratge de l'exèrcit francès i de la seva capacitat per creuar els Alps i derrotar els austríacs a Itàlia. En canvi, el de Delaroche està alacaigut, demacrat i amargat pel cruel fred; els ulls i la cara inexpressiva evidencien el seu esgotament, el seu cansament com a resultat del llarg i inestable viatge.
L'última diferència d'importància (deixant de costat el veritable escenari, els homes que es veuen a la distància, etc.) és respecte a l'animal en el qual està muntat Napoleó. En la versió de David, Napoleó es troba sobre un corcel gran i fort de llarga crinera; aquesta qüestió en la versió de David és irrefutablement falsa: és sabut que Napoleó va muntar una mula durant la travessia (la qual va manllevar d'un camperol local), i no un cavall. La presència d'un cavall en lloc d'una mula va ser un dels principals motius de crítica formulats per Delaroche respecte de la versió de David i la base de la seva afirmació que Bonaparte travessant els Alps, on sí que hi ha una mula, és una representació més realista de l'escena.

## Anàlisi

### Escenari
Pot apreciar-se a Napoleó vestint robes apropiades per a la circumstància: sobre el seu uniforme porta un sobretot que ho embolica fermament, en el qual manté abrigada la seva mà dreta, sense guant, conservant un polsim de dignitat mitjançant el bicornio de vora daurada que usa en el cap. La mula sobre la qual viatja està desnodrida, cansada pel seu calvari a través dels Alps. A l'esquerra de la mula apareix la seva guia, Pierre Nicholas Dorsaz, qui ha de seguir endavant i fer avançar a la mula, i es recolza pesadament sobre el bastó al que s'aferra amb la seva mà esquerra per continuar; la seva vestimenta està gastada pel clima, el seu rostre, vermell pel fred. Ell no posseeix el luxe de viatjar muntat en un animal, ja que ha de conduir-se independentment sobre el terreny. Poden veure's altres membres del seguici de Napoleó una mica darrere d'ell; les seves figures robustes accentuen la fragilitat de Bonaparte.

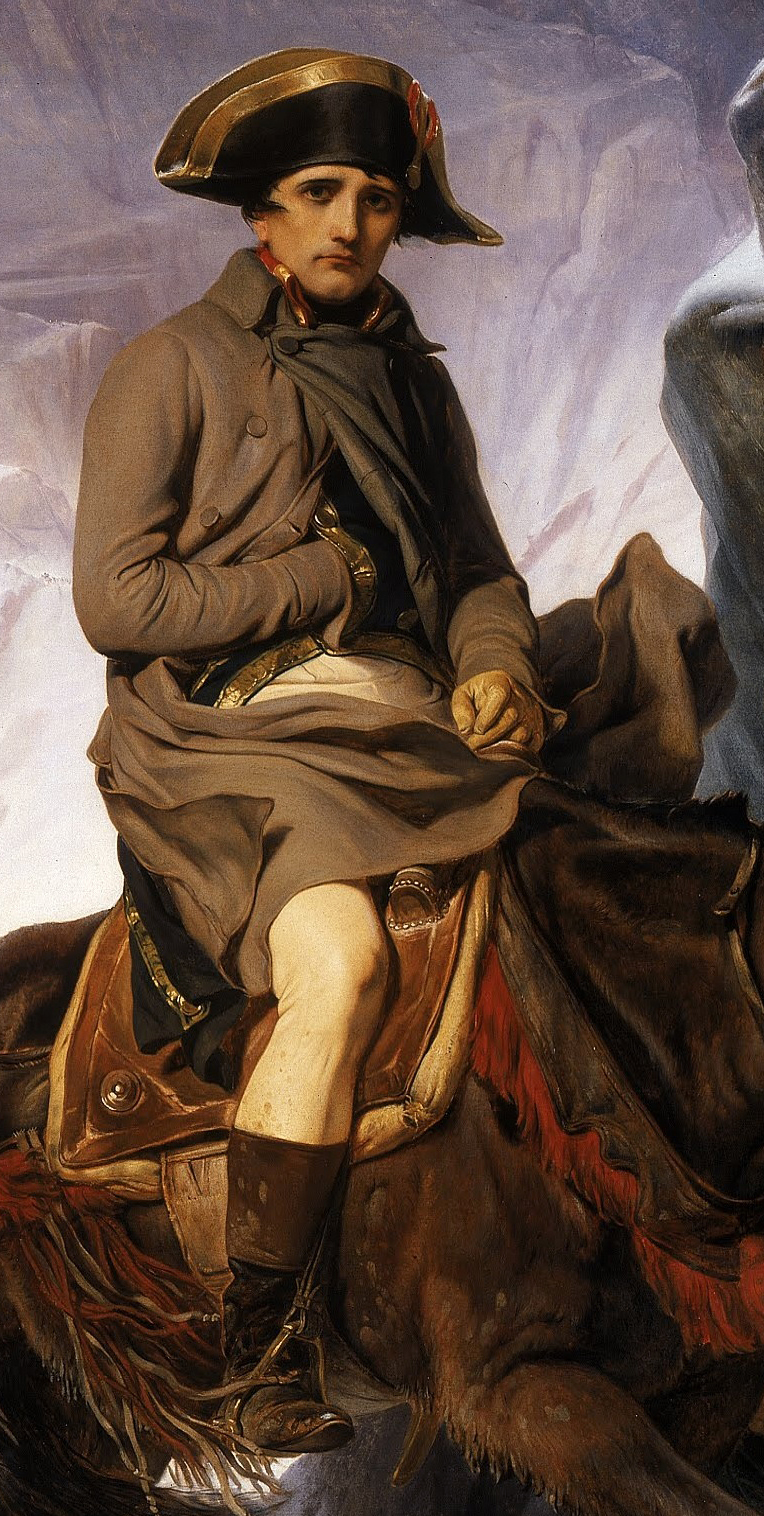
La llum ambre cau sobre Napoleó, permetent la introducció del contrast.

Els elements pertanyents al fred i dur ambient dels Alps són evidents: les muntanyes distants cobertes de neu treuen el cap darrere de Napoleó i companyia, mentre que a la seva esquerra apareix el costat d'un penya-segat, i la sendera sota els seus peus posseeix una gruixuda capa de neu.
Napoleó aparenta trobar-se en el més alt de les muntanyes, i sembla un home mortal i en perill. Encara que en cert sentit això sembla disminuir la figura de Napoleó (i contrastar en extrem amb la versió de David, que ho mostra immune al fred i sota una llum heroica), l'obra de Delaroche no pretenia retratar-ho d'una manera hostil o impropi. Delaroche desitjava representar a Napoleó com un home de carn i os que també sofria i passava penúries en les seves gestes més agosarades, i va sentir que mostrant-ho tal com va haver d'haver estat en aquestes circumstàncies no degradava en absolut el seu estatus com ícona ni el seu llegat sinó que ho transformava en una persona encara més admirable.

### Estil artístic
Juntament amb la massa blanca que pot observar-se darrere de Napoleó, la lluentor ambre del sol, provinent de l'oest de la posició del grup de Napoleó, és la font de llum central en la pintura. Unida amb les ombres, aquesta produeix contrast, i, per mitjà de la il·luminació, emfatitza els aspectes clau de l'escena; això pot apreciar-se particularment en la llum que cau sobre el pit de Bonaparte. Napoleó i la mula que munta tenen una textura molt rica visualment a causa del contrast de llum i ombra, igual que el guia que condueix a la mula. Les capes de gel i neu també apareixen encara més blanques per la llum solar de l'oest, il·luminant tota l'escena. No obstant això, la sortint a l'esquerra del guia i les potes de la mula produeixen ombres que balancegen la il·luminació del quadre.
L'esquema i tons de textura que Delaroche utilitza en aquesta pintura són bastant detallats i estudiats, especialment respecte a les figures més importants; tal aspecte de l'obra va ser descrit com «...representat amb una fidelitat que no ha omès les trenes d'una vestidura, la textura peluda del quadrúpede, ni el detall en l'arnés a l'esquena.» El pelatge de la mula va ser texturado intensament i pintat detalladament perquè semblés dur i hirsut a la vista i, la mula mateixa, extenuada pel cansament. La mateixa tècnica es va aplicar als adorns vermells i grocs que cobreixen i pengen de l'animal.
El detall central en Napoleó s'aplica al seu abric, en els seus plecs i arrugues. Gran part del detall i la diversitat quant a textures es concedeixen també al guia, en particular al seu rostre, la seva túnica verda sacsejada pel vent, i les seves botes de cuir.
La cura en el detall i la precisió literal que Delaroche posa en aquesta pintura evidencien i demostren la lenta però ferma evolució del realisme dins de l'art durant el segle xix, i com va començar a créixer la seva popularitat.

## Recepció
L'obra, malgrat el seu intent per mostrar a Napoleó en forma realista, va ser criticada per diverses autoritats en el tema a causa de múltiples raons. Alguns desaprovaven l'elecció presa per Delaroche respecte a l'escena, mentre que uns altres criticaven directament a Delaroche dient, en certa manera, que va pretendre plasmar el geni de Napoleó sense aconseguir-ho.
Poc després d'estar acabat, el quadre va ser portat a Anglaterra i allí, en 1850, el crític de la Athenaeum,[n. 6] una revista literària, va escriure una ressenya. Els comentaris efectuats per la revista sobre l'obra indiquen que, malgrat lloar la pintura a causa de diverses de les seves característiques, Delaroche era criticat per diversos motius:
Algunes persones estaven disgustades amb les obres de Delaroche en general i, en part, amb Bonaparte travessant els Alps, criticant el que va ser descrit com el seu «baix nivell artístic.» Entre tals crítiques s'inclou The Gentleman's Magazine, on es va publicar el següent text:
No queda clar si Delaroche va perdre la simpatia que havia guanyat pel seu empresonament o per la seva assignació com a Primer Pintor, però semblaria que The Gentleman's Magazine no sentia que el pintor estigués aportant res nou a l'espectre artístic amb la seva ocupació del realisme dins de la pintura.

## Galeria

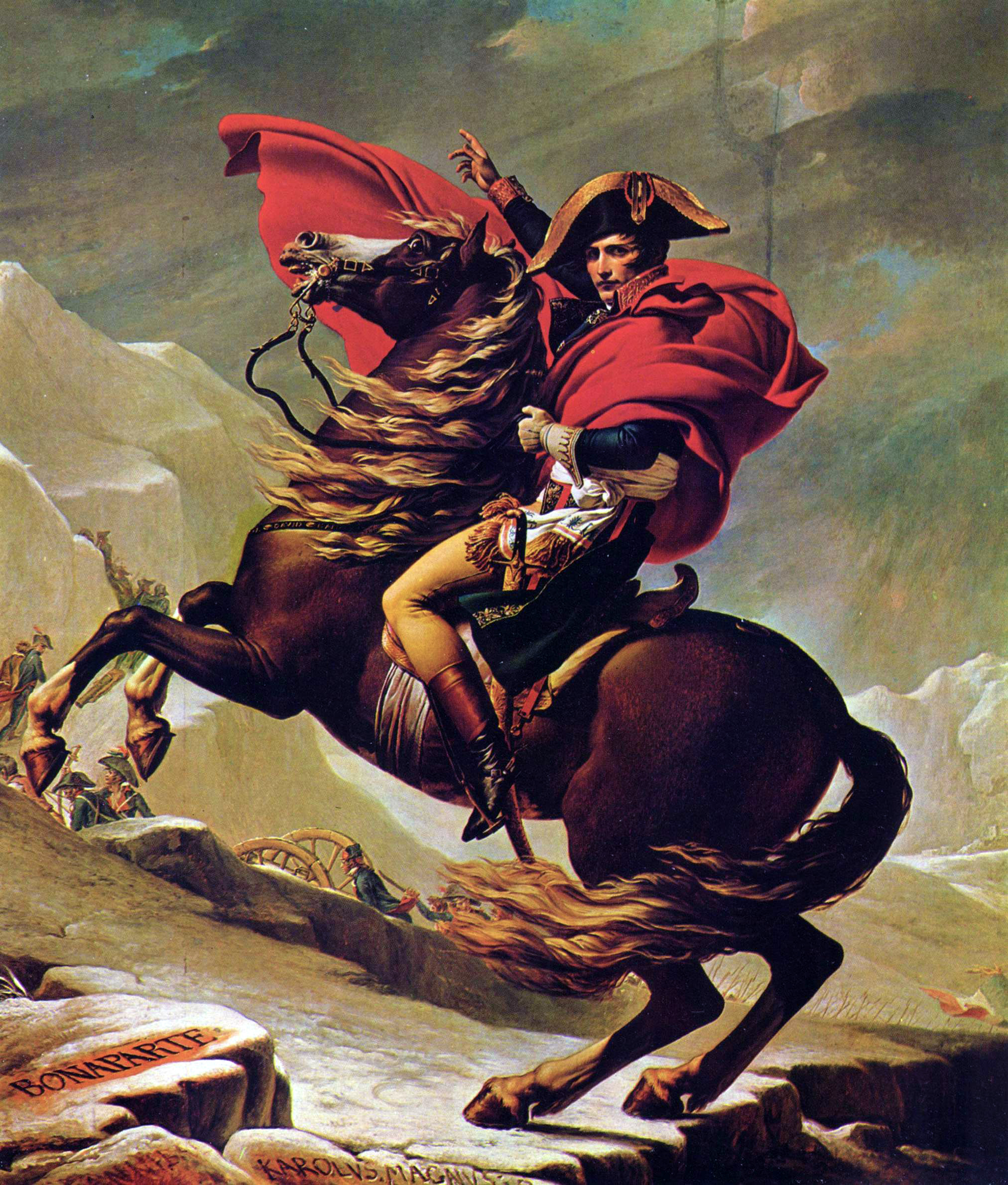
Aquí, en la versió de David, Napoleó amb robes acolorides i prístines juntament amb una capa drapejada.
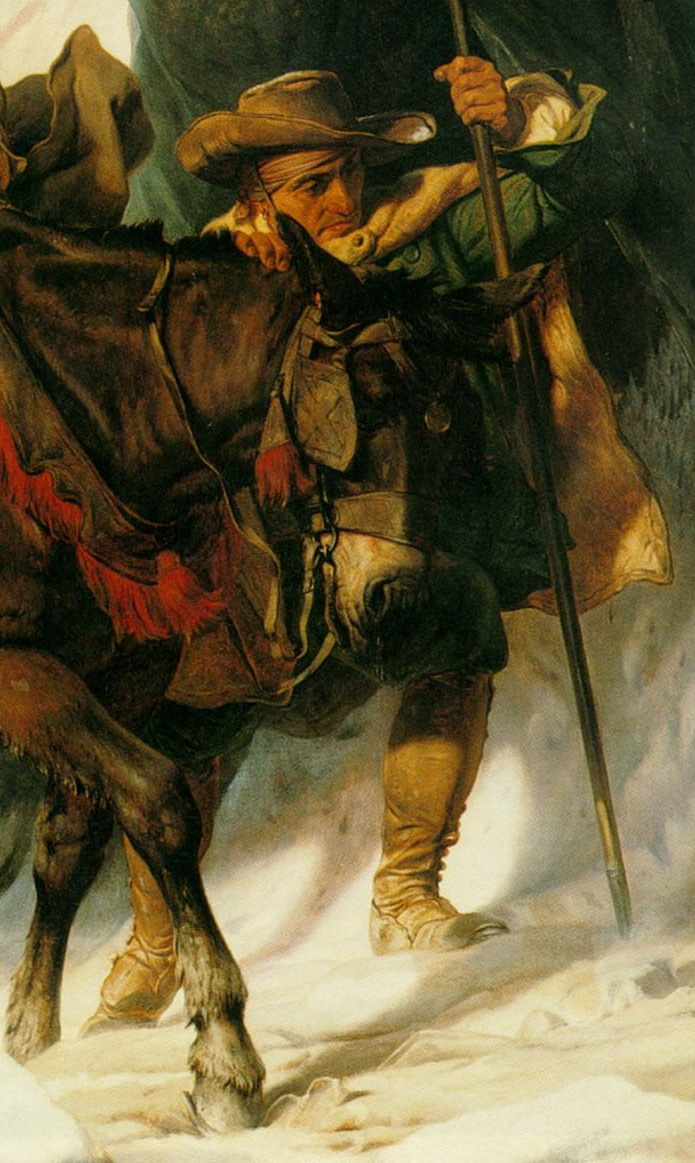
La mula de Napoleó és guiada per la seva guia. L'efecte de la llum ambarina torna a ser evident.
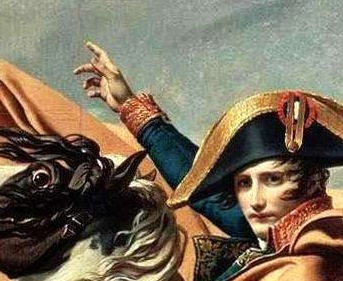
Detall del rostre de Napoleó i el seu cavall pertanyent a la versió de David.